# IS-4
El IS-4, también conocido como Object 701, era un tanque pesado soviético que comenzó su desarrollo en 1943 y comenzó su producción en 1946. Derivado del IS-2 y parte de la familia de tanques IS, el IS-4 presentaba un casco más largo y mayor blindaje. Con el IS-3 ya en producción, así como la menor necesidad de tanques (particularmente tanques pesados) y la movilidad lenta, muchos fueron enviados al Lejano Oriente ruso con algunos eventualmente convirtiéndose en artillería autopropulsada a lo largo de la frontera China en la década de 1960. Se produjeron menos de 250.

## Desarrollo
El desarrollo del IS-4 comenzó en noviembre de 1943 con el propósito de mejorar el IS-2 e incorporar tecnología enemiga capturada. Esto creó una combinación de características del IS-2 y características únicas que no se encuentran en otros tanques soviéticos. La placa frontal escalonada del IS-2 se consideró un punto débil y se convirtió en un solo glacis con armadura adicional para el conductor. Esto fue para cumplir con los parámetros de diseño del IS-4, que incluían protección del cañón antitanque alemán 8,8 cm Pak 43.
El casco lateral del IS-4 es un simple paso angular en lugar de inclinarse como el IS-3. El lado derecho del tanque estaba equipado con anillos de sujeción para transportar un tronco de desembarco. La posición del conductor se describió como estrecha, aunque el autor de la reseña era más alto de lo habitual para tanquistas de la época.
El sistema de orugas del IS-4 se basa en el IS-2 con un juego adicional de ruedas de carretera fundidas, lo que eleva el total a 7 pares en un sistema de suspensión de barra de torsión. El IS-4 tiene topes similares a otros sistemas de barra de torsión, pero en particular no tiene amortiguadores para detener el balanceo, sino que depende de la masa. La pista es similar a otras de la serie IS, excepto que tiene una guía central en cada eslabón de la pista en lugar de guías alternas. Cada riel se mantiene en su lugar mediante un solo pasador con un clip y arandelas. En la parte trasera, cada guardabarros podía albergar dos depósitos de combustible externos de 90 litros, uno al lado del otro. La parte trasera también podía contener un generador de humo "MDH" ("Small Naval Generator") que estaba equipado con un desacoplamiento rápido bajo el control del conductor, quien podía activarlo desde el interior del tanque.
El IS-4 tenía un sistema de transmisión trasera y un bloqueo de recorrido del cañón trasero. El motor era un V12 que era una mejora con respecto al V2 y estaba equipado con una transmisión y dirección de nuevo diseño, sistema capaz de dirección neutral.
El IS-4 tiene dos ventiladores de radiador circulares externamente idénticos a los tanques alemanes de la Segunda Guerra Mundial, aunque internamente diferentes. Tenía dos tanques de combustible internos; el izquierdo de 295 litros y el derecho de 115 litros.
La torreta se parece a la del IS-2 pero también presenta componentes del IS-3, un gran puerto de acceso para retirar el cañón y un diseño de escotilla similar. Originalmente se pretendía que el comandante tuviera una cúpula giratoria similar a un último modelo del M4 Sherman, pero parece que esto no se ha implementado. A diferencia del IS-3, el IS-4 presentaba un estante dedicado para municiones en la parte trasera de la torreta. Nicholas Moran observó que la torreta del IS-4, con recorrido motorizado, era más grande y espaciosa que la torreta IS-3, lo que permitía más munición para la ametralladora coaxial. Es posible que el IS-4 tuviera un sistema de intercomunicación en la parte posterior de la torreta para permitir que la infantería montada hablara con la tripulación del tanque.
La producción comenzó en 1946, demasiado tarde para la Segunda Guerra Mundial. Se descubrió que tenía sobrepeso y su propósito original (luchar contra los alemanes) ya no era necesario. Además, el IS-3 ya estaba en producción, por lo que se construyeron menos de 250. La mayoría de ellos fueron trasladados al Lejano Oriente ruso. Más tarde, en la década de 1950, se añadió un faldón lateral. A principios de la década de 1960 fueron retirados del servicio y algunos sirvieron en la frontera China como artillería autopropulsada.

## Operadores
Unión Soviética
- Ejército soviético: Aceptado en servicio el 29 de abril de 1946[3]

### Tanques comparables
- M103
- FV 214 Conqueror
- AMX 50